# Monopyle reflexa
Monopyle reflexa là một loài thực vật có hoa trong họ Tai voi. Loài này được (Rusby) Roalson & Boggan mô tả khoa học đầu tiên năm 2005.